# Nazionale maschile di pallamano delle Fær Øer
La nazionale di pallamano delle Fær Øer rappresenta le Isole Fær Øer nelle competizioni internazionali e la sua attività è gestita dalla Federazione di pallamano delle Fær Øer (Hondbóltssamband Føroya).
La rappresentativa partecipa alle competizioni internazionali dal 1992, ottenendo per la prima volta la partecipazione ai Campionati europei del 2024.

## Palmarès
Nel 2024, la rappresentativa ha partecipato per la prima volta al campionato europeo, ottenendo un prestigioso pareggio contro i campioni del mondo in carica della Danimarca.
La nazionale ha vinto l'IHF Emerging Nations Championshipy, torneo riservato alle nazionali emergenti, nel 2015 e nel 2017.